# Colomascirtus staufferorum
Espèce
Statut de conservation UICN

 EN B1ab(iii) : En danger
Synonymes
- Hyla staufferorum Duellman & Coloma, 1993
- Hyloscirtus staufferorum Faivovich, Haddad, Garcia, Frost, Campbell, and Wheeler, 2005

Colomascirtus staufferorum est une espèce d'amphibiens de la famille des Hylidae.

## Répartition
Cette espèce est endémique de la province de Napo en Équateur. Elle se rencontre entre 2 040 et 2 500 m d'altitude dans la forêt de nuage du volcan Sumaco et dans la Cordillère des Guacamayos,.

## Étymologie
Elle est nommée en l'honneur de John et Ruth Stauffer, qui ont aidé financièrement le programme de recherche.

## Publication originale
- Duellman & Coloma, 1993 : Hyla staufferorum, a new species of treefrog in the Hyla larinopygion group from the cloud forests of Ecuador. Occasional Papers of the Museum of Natural History, University of Kansas, no 161, p. 1–11 (texte intégral).